# DNL 2008/09
Die Saison 2008/09 war die neunte Spielzeit der Deutschen Nachwuchsliga, der höchsten Nachwuchsliga im deutschen Eishockey. Die Meisterschaft gewann die Spielgemeinschaft Heilbronner EC/Jungadler Mannheim. Als Meister der Jugend-Bundesliga 2008/09 verzichtete der EV Füssen auf die Aufstiegsmöglichkeit in die DNL, so dass die Mannschaft des Iserlohner EC trotz sportlichen Abstiegs in der DNL verblieb.

## Teilnehmer
- EC Bad Tölz
- Eisbären Juniors Berlin
- Düsseldorfer EG
- SC Riessersee
- Iserlohner EC (Aufsteiger)
- Kölner EC
- Krefelder EV
- EV Landshut
- Heilbronner EC/Jungadler Mannheim
- Starbulls Rosenheim

## Modus
Die Vorrunde wurde als Doppelrunde ausgespielt. Anschließend spielten die Mannschaften auf Platz 1 bis 8 die Playoffs, während die Mannschaft auf Platz 10 sportlich aus der Liga abstieg.

## Vorrunde
| Pl. | Mannschaft                        | Sp | S  | SOS | SON | N  | T   | GT  | Pkt |
| --- | --------------------------------- | -- | -- | --- | --- | -- | --- | --- | --- |
| 1.  | Heilbronner EC/Jungadler Mannheim | 36 | 29 | 3   | 2   | 2  | 192 | 60  | 95  |
| 2.  | EV Landshut                       | 36 | 22 | 3   | 4   | 7  | 164 | 99  | 76  |
| 3.  | Kölner EC                         | 36 | 22 | 2   | 1   | 11 | 171 | 99  | 71  |
| 4.  | EC Bad Tölz                       | 36 | 20 | 3   | 2   | 11 | 137 | 102 | 68  |
| 5.  | Starbulls Rosenheim               | 36 | 14 | 4   | 3   | 15 | 100 | 110 | 53  |
| 6.  | Eisbären Juniors Berlin           | 36 | 15 | 1   | 4   | 16 | 114 | 133 | 51  |
| 7.  | Düsseldorfer EG                   | 36 | 12 | 2   | 1   | 21 | 84  | 127 | 41  |
| 8.  | SC Riessersee                     | 36 | 10 | 1   | 5   | 20 | 98  | 141 | 37  |
| 9.  | Krefelder EV                      | 36 | 7  | 3   | 1   | 25 | 102 | 176 | 28  |
| 10. | Iserlohner EC                     | 36 | 5  | 2   | 1   | 28 | 62  | 177 | 20  |

## Playoffs

### Viertelfinale
- Heilbronner EC/Jungadler Mannheim – SC Riessersee 3:0 (5:2, 13:0, 7:2)
- EV Landshut – Düsseldorfer EG 3:1 (6:1, 3:4 n. V., 5:2, 8:1)
- Kölner EC – Eisbären Juniors Berlin 3:1 (5:4 n. V., 4:1, 2:3, 6:4)
- EC Bad Tölz – Starbulls Rosenheim 1:3 (1:3, 1:4, 4:2, 1:3)

### Halbfinale
- Heilbronner EC/Jungadler Mannheim – Starbulls Rosenheim 2:1 (9:3, 1:3, 10:0)
- EV Landshut – Kölner EC 2:1 (6:5, 3:4 n. V., 6:3)

### Finale
- Heilbronner EC/Jungadler Mannheim – EV Landshut 2:0 (4:1, 9:4)